# 梁竹潭
梁竹潭（越南语：／；1876年—1908年），越南近代作家。

## 生平
嗣德二十九年（1876年），梁竹潭出生於河內省常信府上福縣古賢總蕊溪社（今屬河內市常信縣蕊溪社），父親是越南近代獨立運動家梁文玕。成泰十五年（1903年），梁竹潭參加鄉試，考中河南場舉人。
在1900年代，梁竹潭和父親梁文玕、兄弟梁毅卿、梁玉眷等人一起響應維新運動。他撰寫文章，宣傳西方進步思想，啟發民智，努力拯救國家。
維新二年（1908年），梁竹潭因病去世。壽三十三歲。

## 著作
- 《南國地輿誌》，又名《南國地輿教科書》，越南第一部新式地理教科書。